# 악마의 트릴

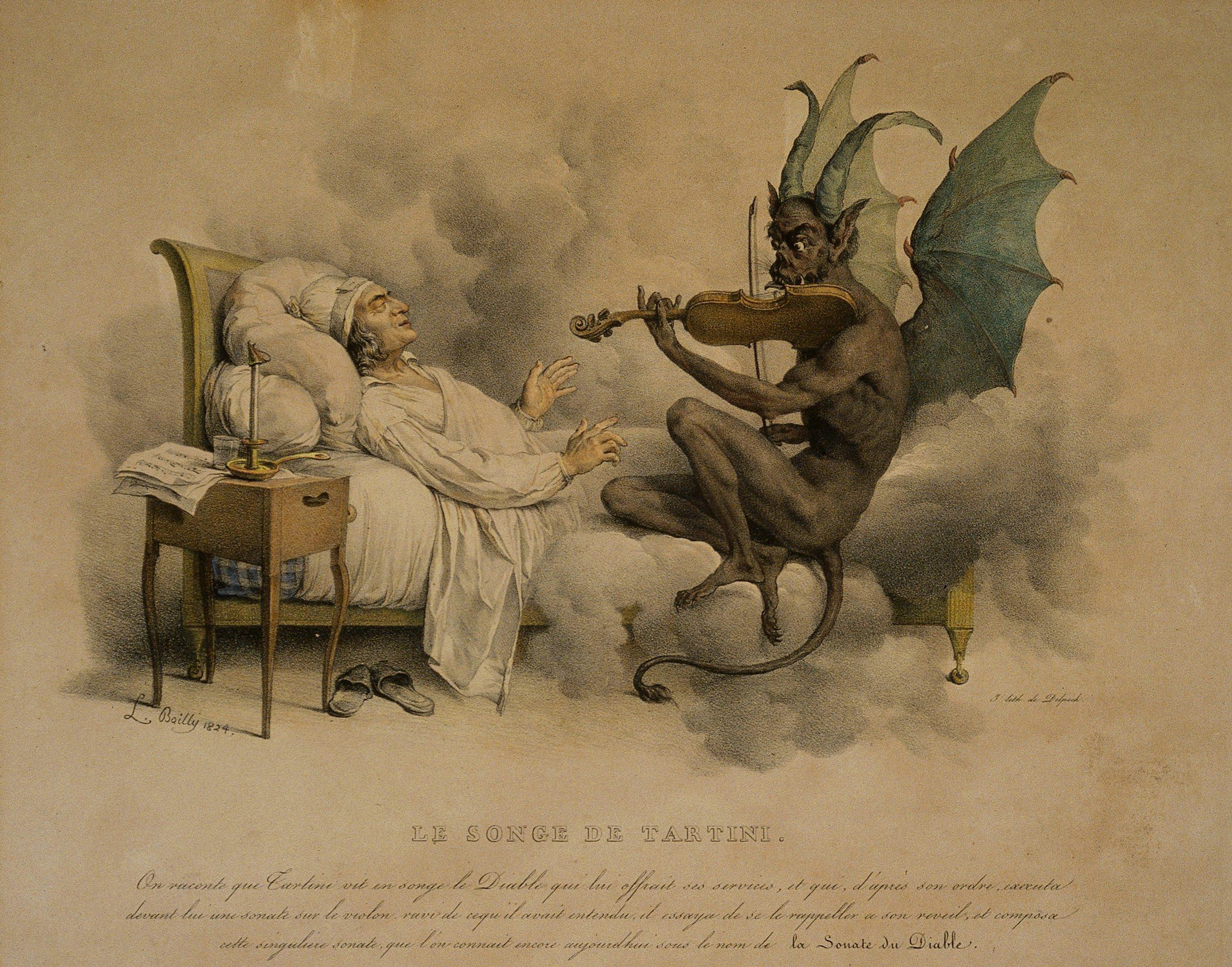

《바이올린 소나타 사단조 악마의 트릴》(Violin Sonata in G minor, Devil's Trill Sonata, 이탈리아어: Il trillo del diavolo)은 주세페 타르티니가 작곡한 작품이다.
아시지에서 새로운 바이올린 주법의 연구에 심혈을 다하고 있을 무렵 한밤의 꿈에 악마가 소나타를 연주하는 것을 들었다. 잠에서 깬 타르티니는 기억을 더듬어 그 소나타를 악보에 기록했는데 바로 그것이 《악마의 트릴》이다. 그 호칭은 최후의 제3악장에서 바이올린으로 연주하기 매우 어려운 트릴이 나오기 때문이다. 그뿐 아니라 꿈속에서 악마에게 배웠다 했기 때문에 작곡가 자신이 붙인 것이다.